# Emulsão
Emulsão é a mistura entre dois líquidos imiscíveis em que um deles (a fase dispersa) encontra-se na forma de finos glóbulos no seio do outro líquido (a fase contínua), formando uma mistura estável.
Exemplos de emulsões incluem manteiga e margarina, maionese, espuma do café expresso e alguns cosméticos. As emulsões mais conhecidas consistem de água e óleo.
São compostas por gotículas da fase interna dispersas na fase externa. Quando a fase interna é oleosa e a fase externa aquosa, denominamos emulsão óleo em água (O/A). Ao contrário, quando a fase interna é aquosa e a externa oleosa, denominamos emulsão água em óleo (A/O).

## Estabilidade das emulsões

A.. Dois líquidos imiscíveis separados em duas fases (I e II).
B. Emulsão da fase II dispersa na fase I.
C. A emulsão instável progressivamente retorna ao seu estado inicial de fases separadas.
D. O surfactante se posiciona na interface entre as fases I e II, estabilizando a emulsão

As emulsões são instáveis termodinamicamente e, portanto não se formam espontaneamente, sendo necessário fornecer energia para formá-las através de agitação, de homogeneizadores, ou de processos de spray. Com o tempo, as emulsões tendem a retornar para o estado estável de óleo separado da água.
Os agentes emulsificantes (ou surfactantes) são substâncias adicionadas às emulsões para aumentar a sua estabilidade cinética tornando-as razoavelmente estáveis e homogêneas. Um exemplo de alimento emulsionado é a maionese, na qual a gema de ovo contém o fosfolipídeo lecitina que estabiliza a emulsão do azeite na água.
A estabilidade de uma emulsão depende essencialmente de três fenômenos: cremação ou sedimentação, floculação e quebra da emulsão devido a coalescência das gotículas dispersas.
Cremação e sedimentação são fenômenos resultantes de uma diferença de densidade entre as duas fases e consiste na migração de uma das substâncias para o topo da emulsão, na cremação, ou para o fundo, na sedimentação, não sendo necessariamente acompanhada de floculação das gotas. As colisões entre as gotas podem resultar em floculação, quando os glóbulos se agregam, sem o rompimento do filme interfacial que os separa. Por fim, a coalescência resulta da agregação dos glóbulos com o rompimento do filme interfacial, resultando em glóbulos maiores. Eventualmente, a fase dispersa pode se tornar a fase contínua, separada da dispersão média por uma única interface. O tempo levado para tal separação de fases pode ser de segundos ou até anos, dependendo da formulação da emulsão .
Para aumentar a estabilidade cinética das emulsões tornando-as razoavelmente estáveis, um terceiro componente, o agente emulsificante, pode ser adicionado. Os materiais mais eficientes como agentes emulsificantes são os tensoativos, alguns materiais naturais e certos sólidos finamente divididos. Esses materiais formam um filme adsorvido ao redor das gotas dispersas e ajudam a prevenir a floculação e a coalescência.
Os seguintes fatores favorecem a estabilidade de emulsões:
1. Tensão superficial baixa: a adsorção de surfactantes nas interfaces óleo-água diminui a energia interfacil, facilitando o desenvolvimento e aumentando a estabilidade das grandes áreas interfaciais associadas com as emulsões;
2. Filme interfacial mecanicamente forte e elástico: a estabilidade das emulsões é favorecida pela proteção mecânica dada pelo filme adsorvido ao redor da gota. A elasticidade do filme também é importante para permitir a recuperação após distúrbios locais;
3. Repulsão das duplas camadas elétricas: a repulsão entre as partículas diminui os choques evitando a floculação. Quando agentes emulsificantes iônicos são usados, a repulsão da dupla camada elétrica lateral pode prevenir a formação de filmes compactos. O efeito de expansão dos filmes pode ser minimizado usando uma mistura de um filme iônico com um não-iônico e/ou aumentando a concentração eletrolítica na fase aquosa;
4. Volume pequeno da fase dispersa: favorece a formação de gotículas pequenas;
5. Gotículas pequenas: gotas grandes são menos estáveis devido a sua menor razão de área/volume, que aumentam a tendência da gota crescer;
6. Viscosidade alta: diminui as colisões retardando a floculação e sedimentação.

O tipo de emulsão formada quando dois líquidos imiscíveis são homogeneizados depende dos volumes relativos das duas fases e da natureza do agente emulsificante. Quanto maior for o volume da fase, maior é a probabilidade do líquido se tornar a fase contínua. Sabões de metais alcalinos favorecem a formação de emulsões óleo em água, enquanto que sabões de metais pesados favorecem a formação de emulsões água em óleo. Além disso, a fase na qual o agente emulsificante é mais solúvel tende a ser a fase contínua. Essa generalização é conhecida como regra de Bancroft, devido a seu formulador Wilder Dwight Bancroft.